# Liste von Persönlichkeiten der Stadt Oer-Erkenschwick
Diese Liste von Persönlichkeiten der Stadt Oer-Erkenschwick umfasst die Bürgermeister, Ehrenbürger, Söhne und Töchter der Stadt sowie weitere Persönlichkeiten mit Bezug zur Stadt.

## Bürgermeister
- 1946–1963: Wilhelm Winter, SPD
- 1963–1987: Heinz Netta, SPD
- 1987–2004: Clemens Peick, SPD
- 2004–2015: Hans-Joachim Menge, CDU
- seit 2015: Carsten Wewers, CDU

## Ehrenbürger
Die Satzung der Stadt Oer-Erkenschwick von 1997 sieht für "Personen, die sich um das Wohl der Stadt Oer-Erkenschwick in besonderem Maße verdient gemacht haben", als Anerkennung die Verleihung von Ehrennadel, -ring oder -bürgerrecht vor. Folgende Personen wurden bisher ausgezeichnet:

### Ehrenbürger
- 2004: Clemens Peick[2]

## In Oer-Erkenschwick geborene Persönlichkeiten
- Franz Buerstedde (1895–1978), Verwaltungsjurist, Oberkreisdirektor in Hildesheim
- Julius „Jule“ Ludorf (1919–2015), Fußballspieler
- Olga Eckstein (1920–2000), Turmspringerin, sechsfache deutsche Meisterin
- Werner Ehrlicher (1927–2016), Schauspieler
- Heinz Netta (1928–2002), Bürgermeister, Landtagsabgeordneter
- Alfons Mersmann (1931–2025), Verfahrenstechniker, Professor an der Technischen Universität München
- Horst Szymaniak (1934–2009), 43-facher Fußball-Nationalspieler, WM-Teilnehmer 1958 und 1962
- Hans Dieter Baroth (1937–2008), Journalist und Schriftsteller
- Klaus Wennemann (1940–2000), Schauspieler
- Ninon Colneric (* 1948), Rechtswissenschaftlerin und ehemalige Richterin am Europäischen Gerichtshof
- Werner Hamacher (1948–2017), Komparatist, Sprachphilosoph und Literaturtheoretiker
- Peter Anders (1949–2020), Fußballspieler und -trainer
- Heinz Schäfer (1950–1983), Ringer, Olympiateilnehmer, Deutscher Meister
- Matthias Schnettger (* 1965), Historiker, Professor für Neuere Geschichte an der Johannes Gutenberg-Universität Mainz
- Birgit Broda (* 1965), Leichtathletin, Senioren-Welt- und Europameisterin

## Bekannte Einwohner und mit Oer-Erkenschwick verbundene Persönlichkeiten
- Frank Busemann (* 1975), deutscher Sportler, Zehnkampfolympiasilber 1996 in Atlanta; besuchte das Willy-Brandt-Gymnasium in Oer-Erkenschwick
- Klaus Cichutek (* 1956), deutscher Biochemiker, Präsident des Paul-Ehrlich-Instituts; wuchs in Oer-Erkenschwick auf
- Leonardo DiCaprio (* 1974), US-amerikanischer Schauspieler; wohnte in seiner Kindheit zeitweilig bei seinen Großeltern in Oer-Erkenschwick
- Birte Glang (* 1980), deutsches Model und Schauspielerin; besuchte das Willy-Brandt-Gymnasium in Oer-Erkenschwick
- Dunja Hayali (* 1974), deutsche Journalistin und Fernsehmoderatorin; besuchte das Willy-Brandt-Gymnasium in Oer-Erkenschwick
- Christian Jendreiko (* 1969), deutscher Künstler und Kunst-Lehrender; wuchs in Oer-Erkenschwick auf
- Ralf Möller (* 1959), deutscher Bodybuilder und Schauspieler; trainierte in den 1980er/1990er Jahren in einem Erkenschwicker Fitness-Studio
- Moondog (1916–1999), US-amerikanischer Komponist; lebte in Oer-Erkenschwick von 1977 bis zu seinem Tode 1999
- Sönke Wortmann (* 1959), deutscher Schauspieler, Regisseur, Produzent und ehemaliger Fußballspieler; spielte bei der SpVgg Erkenschwick Fußball
- Trailerpark, 2012 veröffentlichte die deutsche Rap-Gruppe Trailerpark das Album Crackstreet Boys 2 mit einem Titel, der nach der Stadt genannt wurde